# Dom na skraju niczego
dom na skraju niczego – ósmy album studyjny polskiego rapera Kartky, piąty wydany w QueQuality na przestrzeni czterech lat, z czego ostatni album Black Magiic osiągnął status złotej płyty. Wydawnictwo ukazało się 2 sierpnia 2019 roku nakładem należącej do Quebonafide wytwórni QueQuality.
Album zadebiutował na 1. miejscu polskiej listy przebojów – OLiS i uzyskał status złotej płyty.

## Lista utworów
| Nr  | Tytuł utworu                                         | Tekst                        | Produkcja            | Długość |
| --- | ---------------------------------------------------- | ---------------------------- | -------------------- | ------- |
| 1.  | „się skończył”                                       | Kartky                       | HVZX & Emes Milligan | 5:08    |
| 2.  | „azrael”                                             | Kartky                       | HVZX                 | 5:14    |
| 3.  | „nie umiem spać w nocy, bo patrzę na księżyc”        | Kartky                       | INDEB                | 4:16    |
| 4.  | „igni”                                               | Kartky                       | INDEB                | 3:20    |
| 5.  | „detroit” (feat. DJ Hazel & Tymek)                   | Kartky, DJ Hazel & Tymek     | FAVST                | 3:48    |
| 6.  | „łza dla cieniów minionych”                          | Kartky                       | INDEB                | 5:00    |
| 7.  | „koszmar minionego lata” (feat. Mirosław Zbrojewicz) | Kartky & Mirosław Zbrojewicz | FAVST                | 4:45    |
| 8.  | „westworld”                                          | Kartky                       | Worek                | 3:53    |
| 9.  | „yennefer”                                           | Kartky                       | INDEB                | 4:04    |
| 10. | „dom na skraju niczego”                              | Kartky                       | Gibbs                | 8:16    |
|     |                                                      |                              |                      | 47:44   |

## Sprzedaż

### Pozycje w notowaniach OLiS
OLiS jest ogólnopolskim notowaniem, tworzonym przez agencję TNS Polska na podstawie sprzedaży albumów muzycznych na nośnikach fizycznych (nie uwzględnia zatem informacji o pobraniach w formacie digital download czy odtworzeniach w serwisach streamingowych).
| Tydzień | 1     | 2     | 3     | 4     | 5     | 6     | 7     | 8      | 9      | 10     | 11     |
| ------- | ----- | ----- | ----- | ----- | ----- | ----- | ----- | ------ | ------ | ------ | ------ |
| Pozycja | 1     | 5     | 8     | 11    | 14    | 14    | 24    | 27     | 27     | 45     | 50     |
| Źródło  | [ 1 ] | [ 4 ] | [ 5 ] | [ 6 ] | [ 7 ] | [ 8 ] | [ 9 ] | [ 10 ] | [ 11 ] | [ 12 ] | [ 13 ] |

| Miesiąc       | Pozycja |
| ------------- | ------- |
| Sierpień 2019 | 2       |

### Certyfikaty ZPAV
Certyfikaty sprzedaży są wystawiane przez Związek Producentów Audio-Video za osiągnięcie określonej liczby sprzedanych egzemplarzy, obliczanej na podstawie kupionych kopii fizycznych i cyfrowych, a także odtworzeń w serwisach streamingowych.
| Certyfikat  | Liczba egzemplarzy | Data       |        |
| ----------- | ------------------ | ---------- | ------ |
| złota płyta | 15 000             | 11.12.2019 | [ 16 ] |

#### Wyróżnione single
| Tytuł                  | Wyróżnienie | Data       |        |
| ---------------------- | ----------- | ---------- | ------ |
| koszmar minionego lata | 2x platyna  | 7.10.2019  | [ 17 ] |
| koszmar minionego lata | 4x platyna  | 26.05.2021 | [ 18 ] |
| detroit                | platyna     | 26.05.2021 | [ 18 ] |